# Af2
L'AF2 (souvent dénommé af2 et abréviation de arenafootball2) était la ligue de développement de l'Arena Football League; elle a été fondée en 1999 et a disputé sa première saison en 2000. Comme la ligue mère, l'AFL, l’AF2 a joué selon les mêmes règles et le même style de jeu. Les saisons de ligue se sont déroulées d’avril à juillet avec des playoffs et le championnat Arena Cup en août. L’AF2 a continué à fonctionner alors que l’AFL ait suspendu ses opérations pour la saison 2009. La ligue a été dissoute en septembre 2009 alors qu'aucune équipe ne s'était engagée à jouer en 2010, mais plusieurs des franchises les plus solides ont été transférées dans l'AFL reconstitué en 2010.
Comme la plupart des autres ligues mineures sportives, l'af2 avait pour but de développer des joueurs de football et les aider à s'adapter au modèle du football américain en salle. L'af2 est semblable à d'autres ligues mineures car ses équipes jouent dans des villes et salles plus petites qu'en AFL. En effet, l'AFL est jouée dans des villes comme Los Angeles, New York, Philadelphie, Dallas, Tampa, Las Vegas, et Chicago, bien plus importantes que celles où évoluent les équipes af2 comme North Little Rock, Green Bay, Huntsville, Manchester, Oklahoma City, Boise, Spokane, Louisville et Tulsa. Les salaires des joueurs de l'af2 sont également moindres puisqu'ils gagnent environ 250 $ USD par match.

## Histoire
L'AF2 a été fondée en 1999 par l'Arena Football League dans le but de propulser le jeu sur des marchés de taille moyenne après le succès de l'AFL au niveau national. L’AF2 n’était pas destinée à être un système de clubs-écoles pour l’AFL, à l’instar de la Ligue Américaine de Hockey et de la Ligue Mineure de Baseball, respectivement de la Ligue Nationale de Hockey et de la Ligue majeure de baseball. La ligue a plutôt été conçue comme une ligue qui développerait les joueurs dans l’intérêt de la ligue supérieure dans son ensemble. L’absence d’affiliations dans les équipes AFL – AF2 empêcherait les AFL de «garder» les joueurs de la ligue inférieure pour une utilisation ultérieure. Les joueurs de l’AF2 ont signé des contrats d’un an, à l’expiration desquels ils sont essentiellement devenus des agents libres pour signer avec la ligue et l’équipe de leur choix. Les contrats de 16 semaines passés avec les équipes individuelles AF2 ont également empêché les joueurs de partir pour la ligue mère à la mi-saison; cela préservait la qualité du jeu dans la ligue inférieure et ne détruisait pas la dynamique d'équipe avec les joueurs qui allaient et venaient tout au long de la saison comme ils le font dans la LNH et la MLB,.
La création de l'AF2 était une réponse au lancement de plusieurs ligues de football en salle dans les petits marchés au milieu des années 1990, notamment la Professional Indoor Football League, la Indoor Professional Football League et la Indoor Football League. Chacune de ces ligues, même si elles finiraient par se fermer, a réussi à durer plusieurs saisons, prouvant que le jeu avait une certaine attraction dans les petites villes. Avec le brevet de Jim Foster sur le football en arène, l'AF2 avait l'avantage d'être le même jeu que celui utilisé au niveau national avec l'utilisation des filets à rebond. En travaillant à plus petite échelle, l’AF2 tenterait de capitaliser sur les rivalités locales et régionales.
L’AF2 a finalement pris le terrain en mars 2000 lors d’un match opposant les Steeldogs de Birmingham et les Tennessee Valley Vipers (deux équipes venant de la XFL). Quinze équipes ont été alignées en 2000, les droits de plusieurs autres villes étant rapidement acquis. Les Predators d’Orlando ont également acheté la ligue concurrente, l'Indoor Football League; plusieurs équipes seraient absorbées dans l'AF2 pour la saison 2001.
La première saison s'est terminée avec plus de 868 000 personnes assistant aux matchs de l'AF2, soit une moyenne de plus de 7 200 joueurs par match. plusieurs équipes ont fini avec une fréquentation moyenne de plus de 10 000 fans. En outre, plus de 9 200 fans ont assisté à l'ArenaCup I entre les Vipers de la Tennessee Valley et les bateaux Steawheelers de Quad City à Moline, dans l'Illinois. Considéré comme un succès, la ligue est revenue pour une deuxième saison et a repris les 15 équipes originales ainsi que 13 équipes d'expansion.

### Fusion avec la Xtreme Football League
La Xtreme Football League était une nouvelle ligue qui tentait de capitaliser sur le phénomène du football dans les arènes. Fondée à Birmingham, en Alabama, dans l’intention de commencer à jouer en 2000, la XFL (qui n’était pas liée à la Ligue de plein air soutenue par la WWE) utilisait la propriété de la East Coast Hockey League pour réduire les coûts de l’équipe tout en offrant des propriétés établies et des arènes de jeu. Les villes qui devaient prendre part à la Xtreme Football League étaient : Birmingham, Alabama (Steeldogs de Birmingham), Greenville, Caroline du Sud (Rhinos de la Caroline), Huntsville, Alabama (Vipers de Tennessee Valley), Jacksonville, Floride (Tomcats de Jacksonville), Norfolk, Virginie (Nighthawks de Norfolk), Pensacola, Floride (Barracudas de Pensacola), Richmond, Virginie (Speed de Richmond), Roanoke, Virginie (Steam de Roanoke) et Tallahassee, Floride (Thunder de Tallahassee). Bien qu'un logo ait été développé et que les sites aient commencé à être alignés, la ligue et ses neuf équipes ont été achetées par l'AF2 le 29 juillet 1999 et la Xtreme Football League n'a jamais joué un seul match.

### Faillite
Pour des motifs légaux, la ligue est dissoute le 8 septembre 2009, aucune équipe n’ayant signé les documents à retourner pour commencer la saison 2010. L'Arena Football League (AFL) ayant également cessé ses activités pour cause de faillite en 2009, les propriétaires des équipes de l'af2 (qui étaient minoritaires puisque l'af2 était détenue à 50,1% par l'AFL) craignaient d'être attaqués en justice par les créanciers de l'AFL en faillite.
Les équipes restantes et le conseil d'administration de l'af2 avec quelques anciennes équipes d'AFL se regroupent ensuite et créent le 28 septembre 2009 une nouvelle ligue dénommée à l'origine Arena Football One. Légalement cette nouvelle ligue, actuellement renommé Arena Football League, est une entité indépendant de l'ancienne AFL et de l'af2 même si elle se compose entre autres, d'anciennes équipes issues de ce deux ligues. Après avoir acquis les actifs de l’ancienne AFL lors d’une vente au tribunal des faillites, la nouvelle entité prend officiellement le nom de Arena Football League. Contrairement aux précédentes ligues (où chaque équipe est une entreprise distincte et la ligue est une association à but non lucratif formée et contrôlée par les différents propriétaires d'équipe afin de coordonner et de gérer les opérations), la nouvelle AFL est propriétaire des équipes qui y évoluent et elle signe des accords avec des groupes de gestion locaux pour les exploiter.

### La fluctuation du nombre d'équipes
Source
Dans une entrevue accordée à Sports Illustrated en juin 2003, le commissaire de l'AFL, David Baker, a brièvement évoqué l'AF2, expliquant qu'il envisageait un jour de voir la ligue passer à 100 équipes. L’AF2 a débuté avec 15 équipes en 2000, puis 28 en 2001 et finalement en 2004. Le nombre d’équipes de la ligue a diminué chaque année à partir de cette date jusqu’à la saison 2006; Vingt-sept équipes ont été alignées en 2003, 25 en 2004 et 20 en 2005. Enfin, en 2006, l’AF2 a connu sa première expansion en quatre ans, avec 23 équipes, puis en 2007 avec 30 équipes.
La diminution du nombre d’équipes entre 2002 et 2006 pourrait en partie être attribuée à une expansion trop rapide de la ligue au cours de ses trois premières saisons. De nombreuses équipes étaient financièrement instables et disparaissaient. Cela aurait pu être dû au moins dans une large mesure à des dépenses plus élevées, même par rapport à celles de ligues similaires. Les frais de franchise dans la ligue allaient de 600 000 à 1 million de dollars. Historiquement, les extensions massives de ligues sportives ont eu peu de succès, que ce soit dans le football américain en salle ou dans d'autres sports. Par exemple, la National Indoor Football League, une ligue rivale en salle, a vu un grand nombre d’équipes d’expansion s’établir en 2001, mais beaucoup ont connu des difficultés financières et n’ont joué que brièvement, entraînant des pertes financières considérables avant de passer. Ces dernières années, l’American Basketball Association a encore mieux exposé la même situation.
Neuf nouvelles équipes d'expansion ont été approuvées pour 2007 dans l'AF2: le Burn de Boise, les Jungle Kats de Cincinnati, le Fusion de Fort Wayne, les Lobos de Laredo, les Renbades de Lubbock, le Thunder de Mahoning Valley, les Copperheads du Texas, le Fever de Tri-Cities et les Sharks de Corpus Christi. Les équipes du Texas, de Laredo et de Tri-Cities ont rejoint l’AF2 à partir d’autres ligues de football en salle. Pour la saison 2007, la ligue a aligné 30 équipes. Après la saison 2007, trois de ces équipes se sont retirées, les Jungle Kats de Cincinnati, le Fusion de Fort Wayne et les Lobos de Laredo. Les Hawks d'Everett, Steeldogs de l'Alabama et le Blitz de Bakersfield ont également cessé leurs activités.
En 2008, la ligue comptait une équipe de moins, soit 29. Deux équipes ont été réactivées: les Barnstormers de l'Iowa et les Pirates de Peoria, et la ligue a admis trois nouvelles équipes transférées d'autres ligues. Les Horsemen de Lexington venaient de UIF; les ThunderBirds de Daytona Beach, de la WIFL, et les Wranglers d'Austin sont desecendus de l'AFL. Après la saison, Austin et Daytona Beach ont arrêté, ainsi que Louisville, Lubbock et Texas. La ligue devait s’étendre à Toledo (Ohio) et à Worcester (Massachusetts) d’ici à 2011.

### Les équipes Af2 dans la nouvelle AFL
Lorsque l'AF2 est dissoute, certaines équipes ont rejoint le conseil d'administration de l'AF2 pour former le nouveau "Arena Football 1" qui deviendra bientôt la nouvelle Arena Football League. Iowa, Milwaukee, Tennessee Valley (qui porte désormais le nom d’Alabama pour refléter l’état plutôt que la région), Oklahoma City, Tulsa, Bossier-Shreveport et Spokane s’installent de manière transparente dans la nouvelle AFL pour rejoindre les "anciennes" équipes de l'AFL en Arizona, Orlando, Tampa Bay, Chicago et Cleveland, ainsi que des équipes d’extension à Dallas et à Jacksonville et une équipe de l'American Indoor Football en Utah, qui faisait partie de l’ancienne AFL. Kentucky, Tri-Cities et Arkansas se sont également engagés dans la nouvelle ligue, mais le Kentucky a arrêté et Tri-Cities et Arkansas ont suivi Green Bay et Amarillo à l'Indoor Football League.
À la fin de la saison AFL 2015, aucune des sept franchises AF2 qui ont été transférées dans l'AFL ne reste dans la ligue. Le Yard Dawgz d’Oklahoma City a cessé ses activités après la saison 2010. Au cours de la saison 2011, les Vipers de l’Alabama ont déménagé dans la banlieue d’Atlanta et ont assumé l’identité et l’histoire de l’ancienne Force de la Géorgie; toutefois, la franchise a été dissoute après la saison 2012, tandis que les Battle Wings de Bossier-Shreveport ont été transférés à la Nouvelle-Orléans pour devenir la continuation de VooDoo. L'équipe a cessé ses activités à la fin de la saison régulière AFL de 2015. La même année, le Milwaukee Iron s’est fait renommer sous le nom de Mustang, en adoptant le nom d’une ancienne équipe de Milwaukee. Tulsa a déménagé à San Antonio avant le début de la saison 2012, conservant le nom et l'histoire des Talons, et l'équipe a suspendu ses opérations après la saison 2014. Milwaukee a suspendu ses opérations pour la saison 2013 et l'équipe a déménagé à Portland, en Oregon pour la saison 2014, devenant le Portland Thunder, plus tard renommé le Steel avant de se replier après la saison AFL de 2016. Après la saison AFL 2014, les Iowa Barnstormers ont changé de ligue, de l'AFL à la Indoor Football League. Après la conclusion de la saison AFL 2015, la dernière équipe AF2 restante dans l'AFL, le Shock de Spokane, a rejoint les Barnstormers au sein de l'IFL.

## ArenaCup
L'ArenaCup est le nom donné à la finale du championnat de l'Af2. Il se déroule chaque année au mois d'août. pour les cinq premières éditions, l'ArenaCup se déroule chez l'équipe ayant obtenu les meilleurs résultats au cours de la saison régulière. Cependant, comme pour sa ligue mère l'Arena Football League, l'af2 change ce système en 2005. L'Arena Cup VI est le premier match à être joué dans une ville neutre soit à Bossier City en Louisiane. L'ArenaCup VII de 2006 est joué au Coliseo de Puerto Rico à San Juan (Porto Rico) tandis que l'édition suivante revient à Bossier City.
Les ArenaCups I et II ont été diffusés au niveau national par TNN (devenu Spike TV et ensuite Paramount Network) qui retransmettait également les matchs d'Arena Football League. Cependant, lorsque l'AFL annonce que leurs matchs seraient télévisés par NBC plutôt que TNN, la retransmission de l'ArenaCup par TNN cesse. L'ArenaCup 2002 est alors diffusé par Vision Network et le suivant par KWHB (en), une station locale de Tulsa en Oklahoma. N'ayant aucune couverture télévisé en 2004, le match est cependant diffusé au niveau national par Fox Sports Net en 2005 et par Comcast Sports Net en 2006, 2007 et 2008. L'ArenaCup IX, comme le reste de la saison, est diffusé en ligne par NiFTy TV.
| Édition            | Date         | Champion                   | Champion | Finaliste                         | Finaliste | Ville                 |
| ------------------ | ------------ | -------------------------- | -------- | --------------------------------- | --------- | --------------------- |
| ArenaCup I (en)    | 10 août 2000 | Steamwheelers de Quad City | 68       | Vipers de Tennessee Valley        | 59        | Moline (Illinois)     |
| ArenaCup II (en)   | 10 août 2001 | Steamwheelers de Quad City | 55       | Speed de Richmond                 | 51        | Moline (Illinois)     |
| ArenaCup III (en)  | 23 août 2002 | Pirates de Peoria          | 65       | Firecats de la Floride            | 47        | Peoria (Illinois)     |
| ArenaCup IV (en)   | 23 août 2003 | Talons de Tulsa            | 58       | Knights de Macon                  | 40        | Tulsa                 |
| ArenaCup V (en)    | 27 août 2004 | Firecats de la Floride     | 39       | Pirates de Peoria                 | 26        | Estero (Floride)      |
| ArenaCup VI (en)   | 27 août 2005 | Xplorers de Memphis        | 63       | Fire de Louisville                | 41        | Bossier City          |
| ArenaCup VII (en)  | 26 août 2006 | Shock de Spokane           | 57       | Blizzard de Green Bay             | 34        | San Juan (Porto Rico) |
| ArenaCup VIII (en) | 25 août 2007 | Talons de Tulsa            | 73       | Pioneers de Wilkes-Barre/Scranton | 66        | Bossier City          |
| ArenaCup IX (en)   | 25 août 2008 | Tennessee Valley Vipers    | 56ET     | Shock de Spokane                  | 55        | Spokane               |
| ArenaCup X (en)    | 22 août 2009 | Shock de Spokane           | 74       | Pioneers de Wilkes-Barre/Scranton | 27        | Paradise              |

## Les équipes 2009
Les équipes de l'ultime saison de l'AF2 :
| Division | Équipe                            | Salle                         | Ville                      |
| -------- | --------------------------------- | ----------------------------- | -------------------------- |
| Est      | Conquest d'Albany                 | Times Union Center            | Albany (New York)          |
| Est      | Thunder de Mahoning Valley        | Chevrolet Centre              | Youngstown (Ohio)          |
| Est      | Wolves de Manchester              | Verizon Wireless Arena        | Manchester (New Hampshire) |
| Est      | Pioneers de Wilkes-Barre/Scranton | Wachovia Arena at Casey Plaza | Wilkes-Barre               |
| Midwest  | Blizzard de Green Bay             | Resch Center                  | Green Bay (Wisconsin)      |
| Midwest  | Barnstormers de l'Iowa            | Wells Fargo Arena             | Des Moines (Iowa)          |
| Midwest  | Iron de Milwaukee                 | Bradley Center                | Milwaukee, Wisconsin       |
| Midwest  | Pirates de Peoria                 | Carver Arena                  | Peoria (Illinois)          |
| Midwest  | Steamwheelers de Quad City        | I Wireless Center             | Moline (Illinois)          |
| Sud      | Horsemen du Kentucky              | Rupp Arena                    | Lexington, Kentucky        |
| Sud      | Firecats de la Floride            | Germain Arena                 | Estero (Floride)           |
| Sud      | Wildcats de la Géorgie du Sud     | Gray Civic Center             | Albany (Géorgie)           |
| Sud      | Vipers de Tennessee Valley        | Von Braun Center              | Huntsville (Alabama)       |

| Division  | Équipe                             | Salle                           | Ville                  |
| --------- | ---------------------------------- | ------------------------------- | ---------------------- |
| Centrale  | Dusters d'Amarillo                 | Amarillo Civic Center           | Amarillo               |
| Centrale  | Yard Dawgz d'Oklahoma City         | Ford Center                     | Oklahoma City          |
| Centrale  | Talons de Tulsa                    | Tulsa Convention Center         | Tulsa                  |
| Sud-Ouest | Twisters de l'Arkansas             | Ford Center at The Star         | Frisco, Texas          |
| Sud-Ouest | Battle Wings de Bossier-Shreveport | CenturyTel Center               | Bossier City           |
| Sud-Ouest | Sharks de Corpus Christi           | American Bank Center            | Corpus Christi (Texas) |
| Sud-Ouest | Dorados de Rio Grande Valley       | Dodge Arena                     | Hidalgo                |
| Ouest     | Burn de Boise                      | Qwest Arena                     | Boise                  |
| Ouest     | Coyotes de Central Valley          | Selland Arena                   | Fresno (Californie)    |
| Ouest     | Shock de Spokane                   | Spokane Veterans Memorial Arena | Spokane                |
| Ouest     | Lightning de Stockton              | Stockton Arena                  | Stockton (Californie)  |
| Ouest     | Fever de Tri-Cities                | Toyota Center                   | Kennewick (Washington) |